# الكحولية في الأنظمة الأسرية

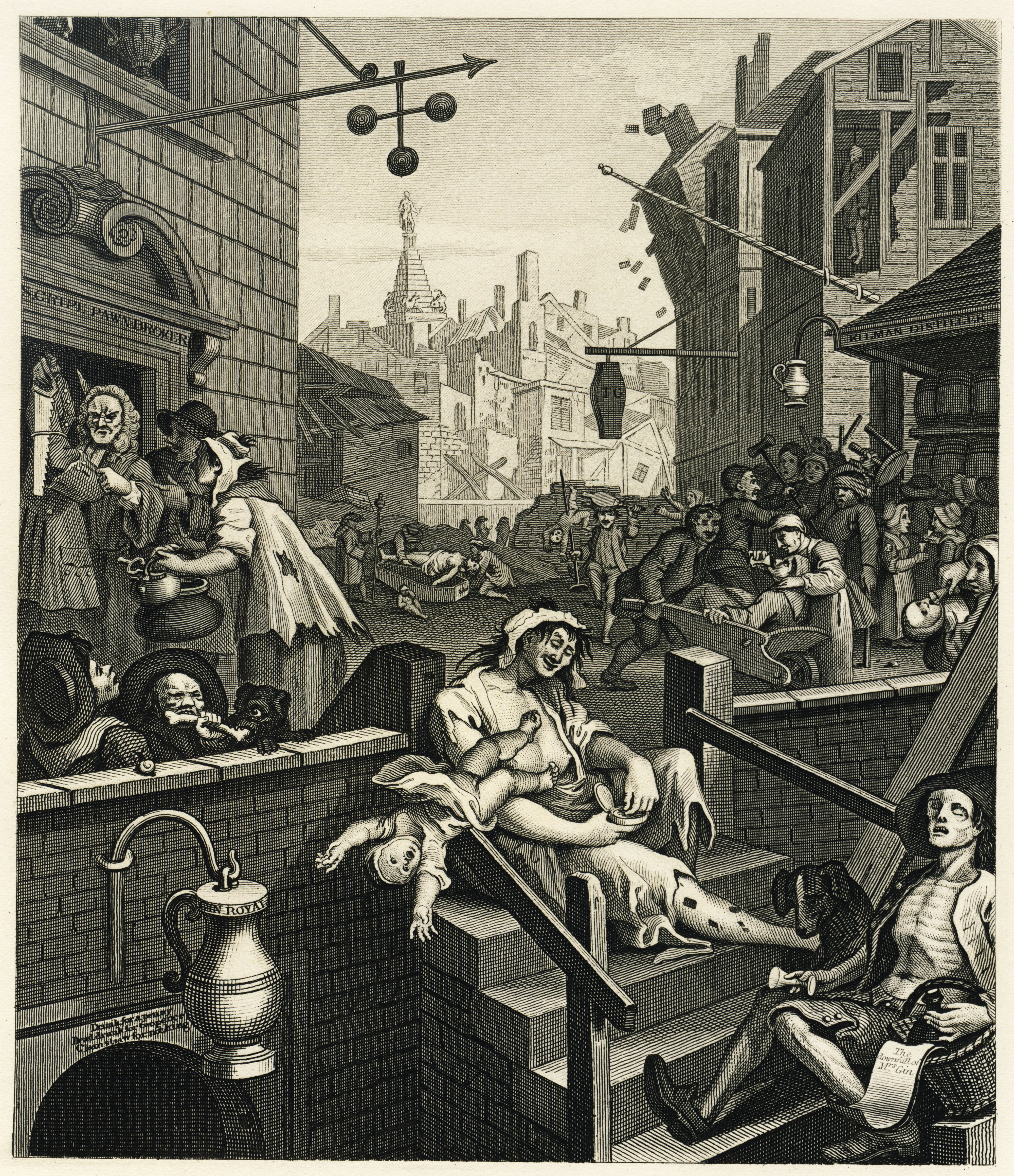

يُقصد بالكحولية في الأنظمة الأسرية الظروف التي تسبب إدمان الكحول في العائلات وتأثير سلوكيات الإدمان على الكحول من قبل واحد أو أكثر من العائلة على باقي أفرادها. يزداد اعتبار اختصاصيي الصحة العقلية أن الكحولية والإدمان يتفاقمان كأمراض وتعززهما الأنظمة الأسرية.
يتعامل أفراد العائلة مع المدمنين بأنماط سلوكية معينة. يمكن أن يساهموا في استمرار الإدمان من خلال حماية المدمنين من العواقب السلبية لأفعالهم. يُشار إلى هذه السلوكيات بمسمى «الاتكالية المشتركة». يعاني بذلك مدمن الكحول من الإدمان في حين يعاني أفراد العائلة من الاتكالية المشتركة. يعتبر الإدمان مرضًا عائليًا يؤثر على نظام الأسرة بأكملها بينما «يتم تجاهل وإهمال علاج العائلة من الإدمان». يتأثر كل فرد بالإدمان ويجب أن يتلقّى العلاج من أجل مصلحته وشفائه ولكن بالإضافة إلى مصلحة الأفراد أنفسهم فإن ذلك يساعد المدمنين/ الكحوليين في عملية شفائهم. «تنخفض فرص التعافي بشكل كبير إلا إذا قبل المشاركون أن لهم دورًا في عملية الإدمان وخضعوا إلى العلاج بأنفسهم». «يعتمد المشاركون الاتكاليون على المدمنين بشكل متبادل لتحقيق احتياجاتهم الخاصة».
على سبيل المثال، سيتجاهل «المساعد الأول» (المساعد الرئيسي في العائلة) استخدام المدمن للكحول/ المخدرات إذ يسمح ذلك للمساعد في استمرار لعب دور المتضرر و/أو الضحية ما يسمح للمدمن أن يستمر/تستمر بسلوكه المدمّر. لذلك «يدعم ويحافظ سلوك كل منهما الآخر، بينما يرفع أيضاً التكاليف والعواقب العاطفية على حدّ سواء».
تعتبر الكحولية من أهم أسباب التفكك الأسري. «يُعتبر ربع السكان في الولايات المتحدة أفراد في عائلات متأثرة باضطراب إدمان قريب من الدرجة الأولى». اعتباراً من عام 2001 كان هناك تقريباً 26.8 مليون طفل مدمن على الكحول في الولايات المتحدة و11 مليون منهم تحت سن الثمانية عشر. ازداد معدل الانتحار بين الأطفال المدمنين ولديهم متوسط تكاليف رعاية صحية أكبر بنسبة 32 بالمئة من الأطفال غير المدمنين على الكحول.
حدد الأطباء وفقاً للجمعية الأمريكية للطب النفسي ثلاثة معايير لتشخيص هذا المرض وهي: 1- المشاكل الفيزيولوجية مثل ارتعاشات اليدين والغشيان، 2- المشاكل الفيزيولوجية مثل الرغبة بالإفراط في الشرب، 3- ومشاكل سلوكية تشوّش التفاعل الاجتماعي أو الأداء في العمل.
يعاني الأفراد البالغون الذين ينتمون إلى عائلات كحولية من مستويات عالية من القلق ومستويات منخفضة من التمايز الذاتي مقارنة بالأفراد البالغين الذين تربوا في عائلات غير كحولية. بالإضافة إلى أن الأطفال البالغين يمتلكون حس تقدير ذاتي منخفضًا وشعورًا مرتفعًا بالمسؤولية وصعوبة في التواصل ومعدل إصابة أكبر بالاكتئاب وزيادة احتمالية الإدمان على الكحول.
يمكن أن يؤثر إدمان الوالدين على الكحول على الجنين قبل ولادته. ينتقل الكحول عند النساء الحوامل إلى جميع الأعضاء والأنسجة بما فيها المشيمة حيث يعبر بسهولة عبر الغشاء الذي يفصل بين الأم ونظام دم الجنين. عندما تشرب امرأة حامل مشروباً كحولياً يكون تركيز الكحول في مجرى دم طفلها غير المولود مساوياً لتركيز الكحول في دمها. يمكن أن تسبب المرأة الحامل التي تشرب الكحول أثناء فترة حملها للطفل متلازمة الجنين الكحولي. من المعروف أن متلازمة الجنين الكحولي تسبب خللاً في الجهاز العصبي المركزي والنمو العام والهيئة. تتراوح نسبة انتشار هذا الصنف من الاضطرابات بين 2-5 بالألف.
لا تؤثر الكحولية بنفس الدرجة على جميع العائلات. تعتبر مستويات الخلل الوظيفي والمرونة عند البالغين غير الكحوليين عوامل مهمة في التأثير على الأطفال في العائلة. يُسجل الأطفال غير المعالجين من الكحولية مقاييس منخفضة للتماسك العائلي والتوجه الفكري والثقافي والنشاطات الترفيهية والاستقلالية. لديهم مستويات عالية من الخصام في عائلاتهم وتعاني بعض العوائل أيضاً من أفراد منعزلين وغير اجتماعيين. في العائلات الكحولية غير الخاضعة للعلاج فإن التأثير التراكمي للخلل العائلي يمكن أن يؤثر على قدرة الأطفال على النمو بشكل صحي.

## أدوار الأسرة
يلعب دور «المساعد الرئيسي» عادةً زوج أو شخص مهم أو أحد الوالدين أو الطفل الأكبر للمدمن على الكحول أو المخدرات. يُظهر هذا الشخص «ميلًا كبيرًا إلى تجنب أي تعرّض لسلوكيات المدمن وبذل جهود لا شعورية لجعل الإدمان يستمر». يتضاعف دور «المساعد الرئيسي» أيضاً «كالمسؤول الأول» أو افتراض أنه «بطل العائلة» من قبل أفراد عائلة المدمن على الكحول أو المخدرات. يأخذ كل من «المساعد الرئيسي» و«المسؤول الأول» على عاتقهم أدوار ومسؤوليات المدمن على الكحول أو المخدرات.
على سبيل المثال، يمكن أن يدفع الأهل التكاليف المالية أو يقوموا بمسؤولياته (مثل مصاريف السيارة، تربية حفيد، وتأمين الإقامة والطعام)، بينما يمكن أن يعتني طفل بأشقائه أو يصبح المسؤول عن حفظ الأمان في المنزل والقيام بالواجبات والطبخ..إلخ. يمكن أن يبالغ الزوج أو الزوجة في التعويض من خلال توفير العناية للأطفال أو أن يكون المساهم المالي الوحيد في البيت، والتغطية على الإدمان أو إخفائه عن الآخرين..إلخ. يحصل الشخص الذي يلعب هذا الدور عادة على الكثير من الإطراء من خارج العائلة إذ يجعل الأشخاص يعانون ليروا حقيقة أن هذا الدور غير صحّي ويساهم في مفاقمة مرض مدمن الكحول أو المخدرات وتأجيج المشاكل العائلية.
هناك دور آخر يسمى «كبش الفداء» أو«الطفل المشكلة». يمكن أن يكون هذا الشخص هو الوحيد الذي يمكن اعتباره في مشكلة بشكل صريح بمعزل عن مشكلة الإدمان. يتم لوم هذا الطفل (أو الطفل البالغ للكحوليين) على كل شيء، ويواجه المشاكل في المدرسة ويُظهر سلوكاً سلبياً وغالباً يصبح لديه مشاكل مع الكحول والمخدرات كنوع من التنفيس. يتطلب سلوكه كل الاهتمام الممكن من الأهل والأشقاء. يشتت ذلك غالباً الانتباه عن مشكلة الوالدين الكحولية، ويمكن أن يكون الطفل هو «كبش الفداء» كتبرير أن سلوكه/ سلوكها هو السبب في تفاقم شرب الوالدين للكحول أو المخدرات. يلفت الطفل الانتباه من قبل المراقبين الخارجيين ما يساهم في إدراك مشكلة الوالدين الكحولية من المراقبين الخارجيين.
يتم تحديد الشخص «الطفل الضائع» في هذا النظام الأسري من خلال «الانطوائية والانعزال» والانفصال عن الحياة والانفعالات المحيطة به. يتجنب غالباً مواجهة أي مشاكل عاطفية وبالتالي يكون غير قادر على تشكيل أصدقاء مقربين وصداقات قوية مع الآخرين.
«يبسّط أطفال آخرون الأشياء من خلال تبسيط المشاكل كأسلوب للتهرّب وهم محبوبون ومن السهل أن تصادقهم لكنهم سطحيون في علاقاتهم بما فيها علاقاتهم مع أفراد عائلاتهم». يُعرف هؤلاء الأطفال باسم «جالبي الحظ» أو «مهرجي العائلة».
لم تخضع أدوار العائلة الكحولية مع ذلك للمعايير التي تخضع لها عادة النظريات النفسية للشخصية.
توفر نظرية الأدوار العائلية الكحولية منفعة سريرية أو صحة بناء محدودة أو غير موجودة.                        